# UE Lleida
Unió Esportiva Lleida – hiszpański klub piłkarski, z siedzibą w mieście Lleida w Katalonii, działający w latach 1939–2011. 

## Historia
Założony 30 października 1939 jako Lérida Balompié-AEM. Po fuzji z klubem CD Leridano w 1947 znany jako Unión Deportiva Lérida. Katalońską nazwę miasta nosił od 1978. Lleida występowała głównie w niższych ligach hiszpańskich. W sezonach 1950/51 oraz 1993/94 występowała w Primera División.
Z powodu niewypłacalności finansowej oraz długu na poziomie 28 mln euro bez możliwości jego obniżenia, klub ogłosił bankructwo i został rozwiązany w maju 2011. Licencja klubu na grę w Segunda División B została wystawiona na sprzedaż, podobnie jak prawa do herbu, nazwy, barw i całej historii klubu. Prawa te zakupił Sisco Pujol a kontynuatorem klubu została świeżo utworzona przez niego drużyna Lleida Esportiu, która dzięki licencji U.E. Lleida, zaczęła grać od razu na poziomie hiszpańskiej trzeciej ligi.